# DS-39
La DS-39 (rus: Дегтярёва Станковый образца 1939 года) era una metralladora mitjana de l'URSS, dissenyada per Vasily Degtyaryov, i utilitzada durant la Segona Guerra Mundial. El disseny de l'arma va començar en 1930, i va ser acceptada per l'exèrcit roig el setembre de 1939. Es van construir unes 10.000 metralladores entre 1939 i 1941, però hi havia armes millors, i la seva producció va ser discontinuada després de la invasió de l'URSS per part dels alemanys, el juny de 1941, i la majoria de les fàbriques van tornar a produir les antigues però efectives metralladores M1910 Maxim. Va ser reemplaçada ràpidament del servei per la SG-43.

## Links
- Una altra pàgina d'informació Arxivat 2007-09-27 a Wayback Machine. (rus)